# Aqaba
Aqaba ou Acaba e Ácaba (em árabe: العقبة; romaniz.: al-ʿAqabah; em hebraico: עקבה), também chamada Aila (em árabe: أيلة; romaniz.: Ayla) na Idade Média, é uma cidade costeira do extremo sul da Jordânia, capital da província jordana homônima. Único porto marítimo do país, a cidade é de importância estratégica para a Jordânia. A cidade limita com Eilat, em Israel, e conta com um posto de fronteira onde é possível atravessar para o país vizinho. Tanto Aqaba quanto Eilat encontram-se no extremo norte do golfo de Aqaba.
Sua população foi estimada em 95 408 habitantes (2008). e sua área é de 375 km². É conhecida hoje como um balneário de mergulho e praia. Entretanto, a atividade industrial também é relevante para a região e a cidade exporta fosfato e conchas. Aqaba é um centro administrativo importante no sul da Jordânia.

## Etimologia e uso
O topônimo "Aqaba" advém do árabe ʿaqabâ, "costa", "riba". Embora o Dicionário Onomástico Etimológico da Língua Portuguesa, de J.P. Machado, registre a palavra com "c" e como paroxítona (ou grave: "Acaba"), o topônimo ocorre em português também como proparoxítona (ou esdrúxula: Ácaba) e, mais raramente, com "q" (Aqaba).

## História
Aqaba é um assentamento habitado desde 4 000 a.C., devido a sua localização estratégica no entroncamento de rotas mercantis entre a Ásia, a África e a Europa. A primeira ocupação humana foi provavelmente edomita, na Idade Antiga. O local foi um dos centros dos edomitas e, posteriormente, dos árabes nabateus, que povoaram amplamente a região. A Bíblia refere-se à área em I Reis 9:26, "Fez o rei Salomão também naus em Eziom-Geber, que está junto a Elate, na praia do Mar Vermelho, na terra de Edom". Este versículo refere-se provavelmente a uma cidade portuária no mesmo local em que se encontra a cidade moderna.
Os gregos ptolemaicos chamavam-na Berenice e os romanos, Aila e Elana (em latim: Aelana). Durante a era romana, a Via Trajana Nova seguia para o sul, de Damasco para Amã, e terminava em Aqaba, onde se encontrava com uma estrada na direção oeste que levava à Filisteia e ao Egito.
Logo após as conquistas de Maomé, a cidade passou ao controle do Califado islâmico e de dinastias como os omíadas, abássidas, fatímidas e mamelucos. Os primórdios da era muçulmana testemunharam a construção da cidade de Aila, descrita pelo geógrafo Mocadaci como havendo sido erguida ao lado do antigo assentamento, então em ruínas. As ruínas de Aila (escavadas nos anos 1980 por uma equipe arqueológica dos Estados Unidos e da Jordânia) encontram-se a poucos minutos a pé ao longo da principal via à beira-mar.
Durante o século XII, o Reino Cruzado de Jerusalém controlou a área e construiu uma fortaleza em Helim que ainda está relativamente bem preservada hoje. Ademais de erguer um forte dentro de Aqaba, os cruzados fortificaram a pequena ilha do Faraó, a 7 km do litoral (hoje em águas territoriais egípcias). Na altura de 1170, tanto Aqaba quanto a ilha haviam sido recapturadas pelos muçulmanos chefiados por Saladino. Os mamelucos tomaram-na em 1250 e reconstruíram o forte no século XIV.
Com o declínio da dinastia mameluca no século XVI, a área passou à esfera de influência do Império Otomano. A cidade perdeu importância e nos 400 anos subsequentes foi uma simples vila de pescadores. Durante a Primeira Guerra Mundial, as forças otomanas na área viram-se forçadas a retirar-se de Aqaba depois de um ataque conduzido por T. E. Lawrence e pelas forças árabes do Xerife Huceine, em 1917, que incorporaram o território ao Reino do Hejaz, governado pelo Príncipe Faiçal. A captura de Aqaba ajudou a abrir linhas de suprimento do Egito para as forças árabes e britânicas em operação na Transjordânia e na Grande Palestina e, mais importante, aliviaram a ameaça de uma ofensiva turca contra o Canal de Suez.
A cidade foi cedida ao protetorado britânico da Transjordânia em 1925. Em 1965, o Rei Huceine procurou oferecer condições de crescimento a Aqaba, ao trocar territórios com a Arábia Saudita. Em troca de 6000 km² de deserto no interior da Jordânia, os sauditas entregaram 12 km de litoral ao sul da cidade, o que lhe permitiu o acesso ao recife de coral de Iamanie. Aqaba foi um dos principais locais para a importação de bens pelo Iraque nos anos 1980, até a Guerra do Golfo. Em agosto de 2000, o parlamento da Jordânia criou a zona econômica especial de Aqaba. Em agosto de 2005, um ataque com foguete, reivindicado pela Al-Qaeda ou uma sua afiliada, quase acertou um navio da Marinha dos EUA ali aportado.

## Turismo

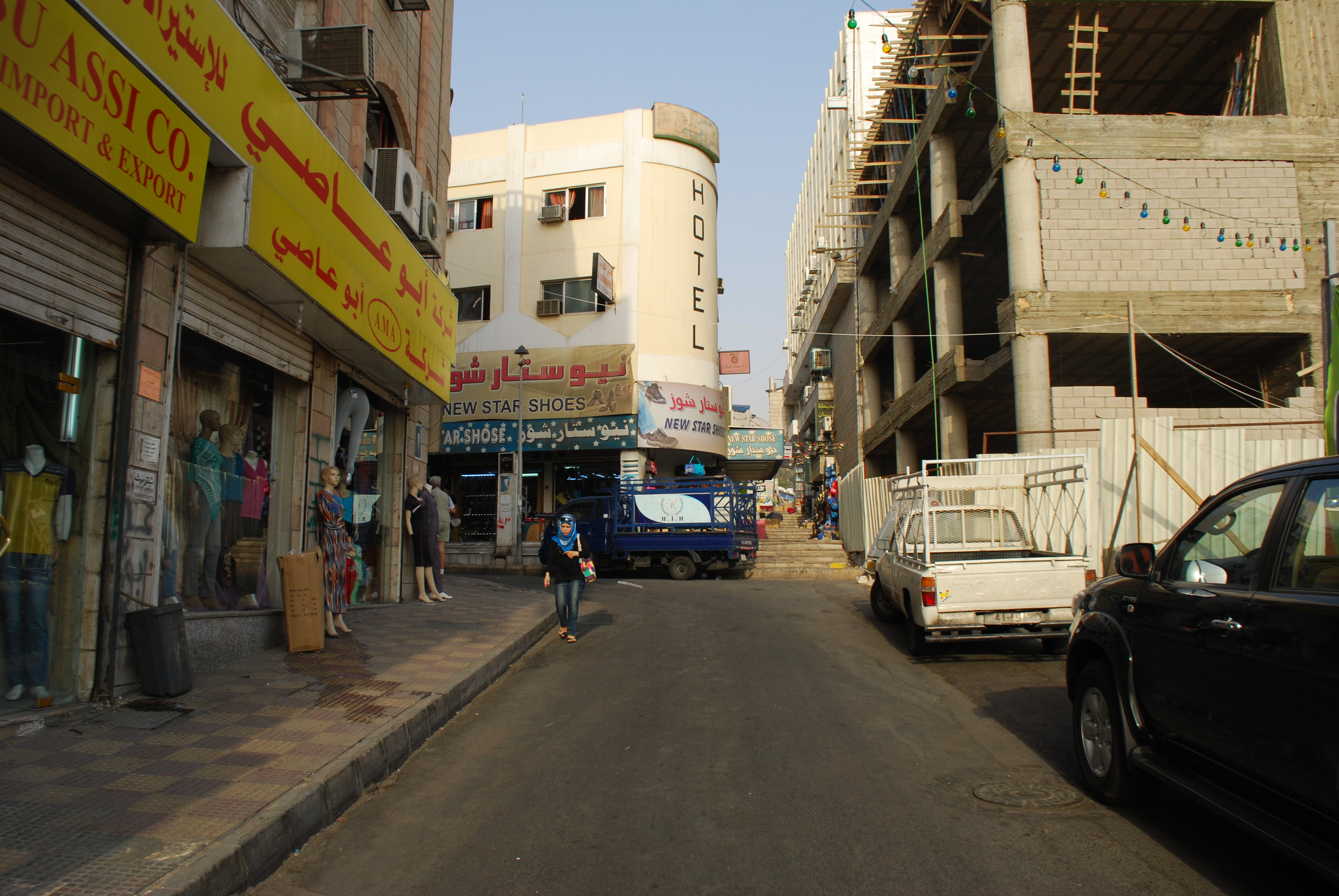
Vista dos hotéis de Aqaba

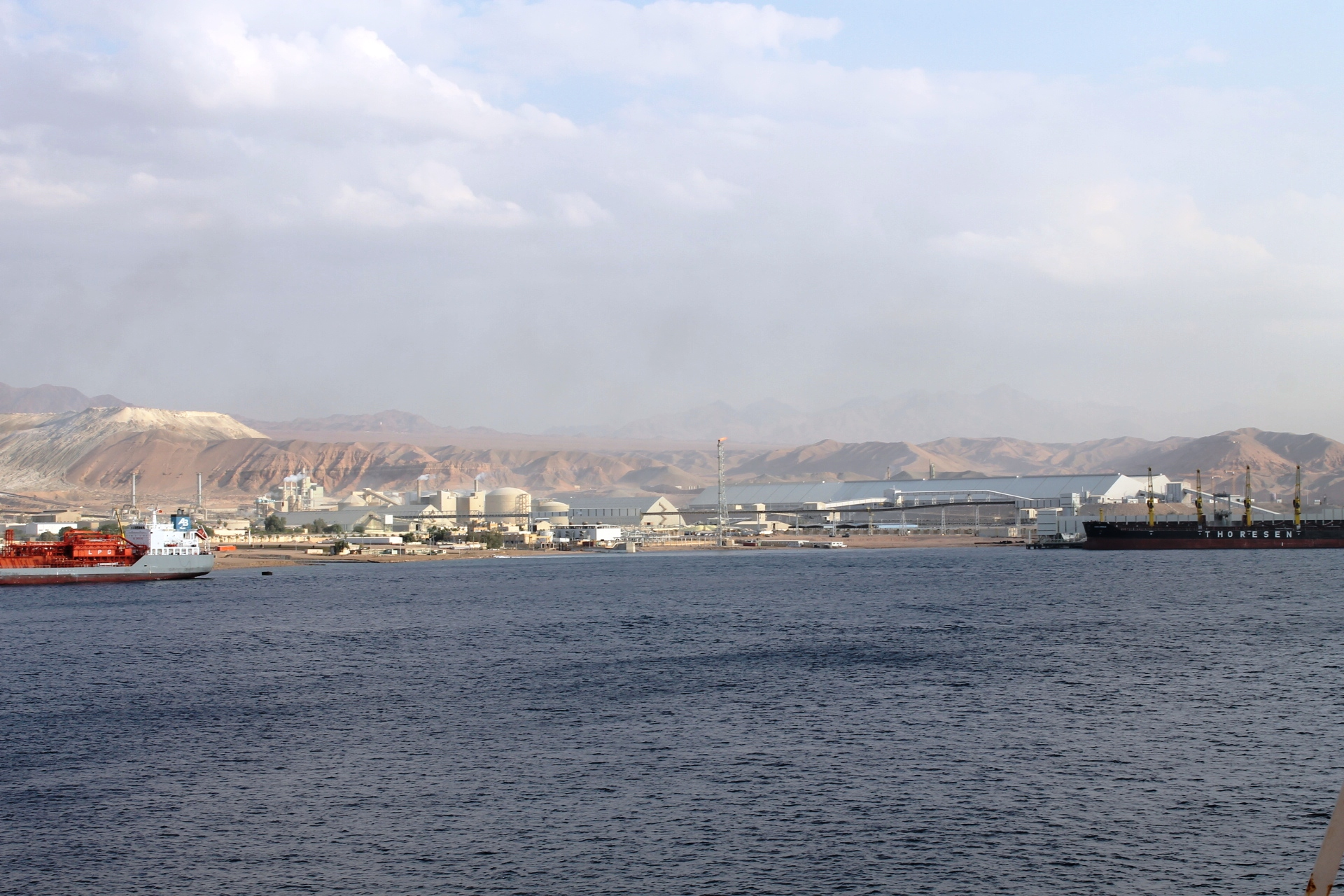
Vista do porto de Aqaba

Aqaba é conhecida por seus balneários de praia e hotéis de luxo, que atendem os turistas em busca de esportes aquáticos ou atividades no deserto. Seus cafés oferecem mansaf, knafeh e baclavá. O Banho Turco (Hamame) é muito popular. A Autoridade da Zona Econômica Especial de Aqaba lançou uma campanha publicitária em 2006 para atrair mais jordanos para a cidade, seguida de um esforço semelhante para trazer mais estrangeiros à região.

## Economia
A economia de Aqaba tem se desenvolvido devido à zona econômica. Novos hotéis estão em construção. Novos projetos como a Baía de Tala e Saraia al-Aqaba estão sendo erguidos e, uma vez completados, serão destinos de férias e áreas residenciais de alto nível para jordanos e estrangeiros. Aqaba tem atraído companhias de logística global, como APM Terminals e Agility. Ademais, como único porto do país, quase todas as exportações da Jordânia passam pela cidade.

## Transporte
As rotas usuais para Aqaba são os ônibus que partem de Amã e de outras grandes cidades jordanas, táxis para Eilat, em Israel, barcos com destino ao Egito (Nuweiba ou Sharm el-Sheikh) e vôos para o aeroporto de Aqaba a partir de Amã, Sharm el-Sheikh, Dubai e Alexandria. Um consórcio de Abu Dabi venceu a licitação para transferir e gerenciar o porto de Aqaba por 30 anos e para expandir o atual terminal de balsas que recebe cerca de 1,3 milhão de passageiros e milhares de caminhões e automóveis provenientes do Egito.